# Eosipho
Eosipho is een geslacht van weekdieren uit de klasse van de Gastropoda (slakken).

## Soorten
- Eosipho cinguliferus (De Cristofori & Jan, 1832) †
- Eosipho latesulcatus (Bellardi, 1872) †
- Eosipho smithi (Schepman, 1911)